# داستان عاشقی من با یامادا کون در سطح ۹۹۹
داستان عاشقی من با یامادا کون در سطح ۹۹۹ (به انگلیسی: My Love Story with Yamada-kun at Lv999) مجموعه مانگا ژاپنی نوشته و تصویرگری ماشیرو است که از مارس ۲۰۱۹ شروع به انتشار کرد. تا نوامبر ۲۰۲۴، این مجموعه در ده جلد تانکوبون گردآوری شده است. مجموعه تلویزیونی انیمه اقتباسی تولید استودیو مدهاوس از آوریل تا ژوئن ۲۰۲۳ پخش شد.

## داستان
داستان زندگی روزمره یک‌دانشجوی دانشگاهی به نام آکانه کینوشیتا را دنبال می‌کند. پس از اینکه دوست پسرش او را ترک کرد شروع به بازی ام‌ام‌اوآرپی‌جی می‌کند که در آنجا او با یک دانش آموز دبیرستانی بی‌احساس و خوش تیپ به نام آکیتو یامادا آشنا می‌شود. اتفاقاً یامادا در بازی به همان انجمن آکان تعلق دارد و بعد از این برخورد آکانه شروع  به نزدیک شدن به سایر اعضای انجمن یامادا می‌کند.و بعد اکانه و یامادا…